# دوره چهارم مجلس نمایندگان افغانستان
دوره چهارم مجلس نمایندگان افغانستان در سال ۱۳۱۹ آغاز بکار کرد و در سال ۱۳۲۱ پایان یافت. با ختم دوره سوم در نیمه دوم سال ۱۳۱۸، فرمان دارالتحریر شاهی برای انتخاب نمایندگان صادر گردید و در نتیجه آن ۱۰۹ نفر از سراسر کشور به عضویت مجلس نمایندگان درآمدن.

## صلاحیت‌ها
- در این دوره مجلس با اجرات و سلسله مصوبه‌های تقنینی خاتمه یافت.[۱]

## هیئت اداری
در این دوره مجلس نمایندگان اعضای هیئت رئیسه را انتخاب کردند.
رئیس: عبدالاحد خان
معاون اول: محمد الیاس
معاون دوم: سلطان محمد خان
منشی: عبداللطیف خان